# Mesatemnus cyprianus
Mesatemnus cyprianus är en spindeldjursart som först beskrevs av Beier och Frank Archibald Sinclair Turk 1952.  Mesatemnus cyprianus ingår i släktet Mesatemnus och familjen Atemnidae. Inga underarter finns listade i Catalogue of Life.